# Жанна (графиня Тулузы)
Жанна (фр. Jeanne de Toulouse; 1220 — 25 августа 1271, Корнето, близ Сиены, похоронена в Нотр-Дам де Жерси, Бри) — графиня Тулузы и герцогиня Нарбонны в 1249—1271 годах, дочь Раймунда VII и Санчи Арагонской, супруга в первом браке Гуго XI де Лузиньяна, графа де Ла Марш и Ангулема, и во втором браке Альфонса III, графа Пуатье, брата короля Франции Людовика IX Святого.

## Биография
Согласно Парижскому договору 1229 года, завершившему Альбигойский крестовый поход, Жанна (девятилетняя девочка), как наследница графа Тулузского, была помолвлена с Альфонсом де Пуатье, братом французского короля Людовика IX. 26 июня 1229 года было дано разрешение папы римского на брак Жанны с Альфонсом де Пуатье. Дата их брака неизвестна, варианты — 13 марта 1234 года или 1241 года. Первая дата более вероятна, потому что этот брак должен был укрепить власть Капетингов в Тулузе и король был заинтересован в том, чтобы женить брата на наследнице как можно скорей.
Муж Жанны получил графство Пуатье 24 июня 1241 года. Вскоре он был вынужден подавить восстание баронов в Пуатье, а на следующий год новое восстание возглавил Раймунд VII, отец Жанны. Монсегюр был осаждён в 1244 году.
26 августа 1249 года Жанна и Альфонс отправились в Эг-Морт, чтобы присоединиться к Седьмому крестовому походу. Раймунд VII умер 27 сентября того же года, и Альфонс с Жанной унаследовали графство Тулуза. Бланка Кастильская, мать Альфонса и Людовика IX, ставшая регентшей королевства, после того как Людовик IX отправился в крестовый поход, назначила наместника в Тулузу.
После сражения под Мансурой 5 апреля 1250 года и освобождения Альфонса, попавшего в плен, Людовик IX остался в Святой земле, а Альфонс и Жанна вернулись обратно во Францию. Они начали управлять графством в октябре 1250 года, вступили в город 23 мая 1251 года, но с тех пор редко бывали в Тулузе.
В 1270 году Жанна и Альфонс отправились в Восьмой крестовый поход. В это время Людовик IX заболел и умер в Тунисе. В свою очередь Жанна с мужем, также больные, остановились в замке Корнето, близ Сиены. Альфонс умер там 21 августа 1271 года, а Жанна 25 августа. С их смертью графство Тулуза отошло к французской короне.
По отцовской линии Жанна является потомком киевского князя Ярослава Мудрого.

## Браки
- 1-й муж (брак расторгнут в 1225 году): Гуго XI де Лузиньян (ок.1221—апрель 1250, Дамьетта) — сеньор де Лузиньян, граф Ангулема и де Ла Марш
- 2-й муж (разрешение папы римского дано 26 июня 1229 года, брак заключен 13 марта 1234 или 1241): Альфонс III (11 ноября 1220—21 августа 1271 года, Корнето, близ Сиены) — граф Тулузы и Пуатье, сын Людовика VIII и брат Людовика IX Святого, королей Франции